# Bourou (Pô)
Pour les articles homonymes, voir Bourou.
Bourou est une localité située dans le département de Pô de la province du Nahouri dans la région Centre-Sud au Burkina Faso.

## Santé et éducation
Les centres de soins les plus proches de Banon sont le centre médical avec antenne chirurgicale (CMA) et les centres de santé et de promotion sociale (CSPS) de Pô.
Le village possède une école primaire publique.